# رودريغو بونيفاسيو دا روشا
رودريغو بونيفاسيو دا روشا (بالبرتغالية: Rodrigo Tiuí‏) (4 ديسمبر 1985 في تابواو دا سيرا في البرازيل – )؛ هو لاعب كرة قدم سابق كان يلعب كمهاجم.

## وصلات خارجية
- رودريغو بونيفاسيو دا روشا على موقع رابطة كرة القدم اليابانية للمحترفين (اليابانية)
- رودريغو بونيفاسيو دا روشا على موقع قاعدة بيانات كرة القدم.إي يو (الإنجليزية)
- رودريغو بونيفاسيو دا روشا على موقع ليكيب (الفرنسية)
- رودريغو بونيفاسيو دا روشا على موقع Soccerway.com (الإنجليزية)
- رودريغو بونيفاسيو دا روشا على موقع عالم كرة القدم.نت (الإنجليزية)